# تينكركاد
تينكركاد هو برنامج مجاني للنمذجة ثلاثية الأبعاد عبر الإنترنت يتم تشغيله في متصفح ويب، وهو معروف ببساطته وسهولة استخدامه. منذ أن أصبح متاحًا في عام 2011، أصبح منصة شعبية لإنشاء نماذج للطباعة ثلاثية الأبعاد بالإضافة إلى مقدمة للمبتدئين في الهندسة الصلبة البناءة في المدارس.

## التاريخ
تم تأسيس تينكركاد كشركة في عام 2010 في الاتحاد الأوروبي بواسطة مهندس جوجل السابق كاي باكمان ومؤسس شركته ميكو مونونين، بهدف جعل النمذجة ثلاثية الأبعاد، وخاصة تصميم العناصر المادية، في متناول الجمهور العام، والسماح المستخدمين لنشر تصميماتهم بموجب ترخيص المشاع الإبداعي. في عام 2011 تم إطلاق موقع (tinkercad.com) كأداة للنمذجة ثلاثية الأبعاد على الويب لمتصفحات WebGL الممكّنة، وفي عام 2012 نقلت الشركة مقرها إلى سان فرانسيسكو. بحلول عام 2012، نشر المستخدمون أكثر من 100000 تصميم ثلاثي الأبعاد.
في مايو 2013 أعلنت أوتودسك في ميكر فير أنها ستستحوذ على تينكركاد.
في مايو 2017 أوقفت أوتودسك ميزة 123D للدوائر (Circuits.io) «معمل الإلكترونيات» ودمجتها في تينكركاد.

## مفهوم

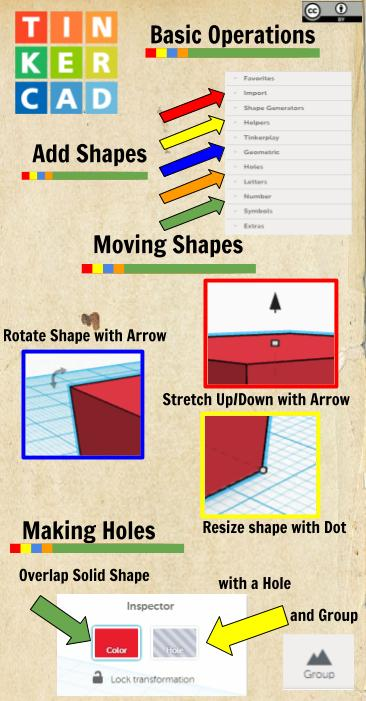
توضيح العمليات الأساسية في تينكركاد.

يستخدم تينكركاد طريقة هندسية صلبة مبسطة لبناء النماذج. يتكون التصميم من أشكال بدائية إما «صلبة» أو «ثقب». من خلال الجمع بين المواد الصلبة والثقوب معًا، يمكن إنشاء أشكال جديدة، والتي بدورها يمكن تعيين خاصية المواد الصلبة أو الثقب. بالإضافة إلى المكتبة القياسية للأشكال البدائية، يمكن للمستخدم إنشاء مولدات شكل مخصصة باستخدام محرر جافا سكريبت مدمج.
يمكن استيراد الأشكال في ثلاثة تنسيقات: STL و OBJ للأبعاد ثلاثية، وأشكال SVG ثنائية الأبعاد للانبثاق إلى أشكال ثلاثية الأبعاد. تصدر تينكركاد نماذج بتنسيق STL أو OBJ جاهزة للطباعة ثلاثية الأبعاد.
يتضمن تينكركاد أيضًا ميزة لتصدير النماذج ثلاثية الأبعاد إلى ماينكرافت جافا إديشن، كما يوفر القدرة على تصميم الهياكل باستخدام طوب ليغو.

## روابط خارجية
- Tinkercad home page
- Tinkercad knowledge base and community forum